# 적금항
적금항은 전라남도 여수시 화정면 적금리에 있는 어항이다. 2007년 8월 8일 어촌정주어항으로 지정하여 관리하고 있다. 시설관리자는 여수시장이다.

## 어항 구역
- 수역: 북위 34°37′17″, 동경 127°31′12″의 지점에서 N20°E방향으로 230m점과 이 점에서 N25°W방향으로 100m점과 이 점에서 W방향으로 130m점과 이 점에서 N50°W방향으로 50m점과 이 점에서 N55°E방향으로 125m점과 이 점에서 N50°W방향으로 육지부를 연결하는 선을 따라 형성된 공유수면[1]

## 어항 시설
- 방파제 304m, 선착장 123m, 도제 130m, 부잔교 1기

## 기본 계획
- 방파제 304m, 선착장 123m, 도제 130m, 부잔교 1기, 소통구 5m[1]

## 정비 계획
- 소통구 5m[2]

## 주요 어종
- 전복, 참돔, 우럭, 농어